# Municipalità locale di Tswaing
Tswaing è una municipalità locale (in inglese Tswaing Local Municipality) appartenente alla municipalità distrettuale di Ngaka Modiri Molema della provincia del Nordovest in Sudafrica.
Il suo territorio si estende su una superficie di 5.966 km² ed è suddiviso in 13 circoscrizioni elettorali (wards).  Il suo codice di distretto è NW382.

## Geografia fisica

### Confini
La municipalità locale di Tswaing confina a nord con quella di Mafikeng, a nordest con quella di Ditsobola, a est con quella di City of  Motlosana (Dr Kenneth Kaunda), a sudest con quella di Maquassy Hills (Dr Kenneth Kaunda), a sud con quella di Mamusa (Dr Ruth Segomotsi Mompati) e a ovest con quelle di Naledi (Dr Ruth Segomotsi Mompati) e Rat Lou.

### Città e comuni
- Agisanang
- Atamelang
- Bakolobeng
- Barolong Boo Ratlou Ba Ga Seitshwaro
- Bopanang
- Delareyville
- Kopano
- Letsopa
- Mixed TA
- Ottosdal
- Sannieshof
- Tswaing

### Fiumi
- Barberspan
- Bamboesspruit
- Brakspruit
- Groot - Harts
- Harts
- Klein - Harts
- Leeupan
- Losase
- Setlagole